# S:t Hans hög

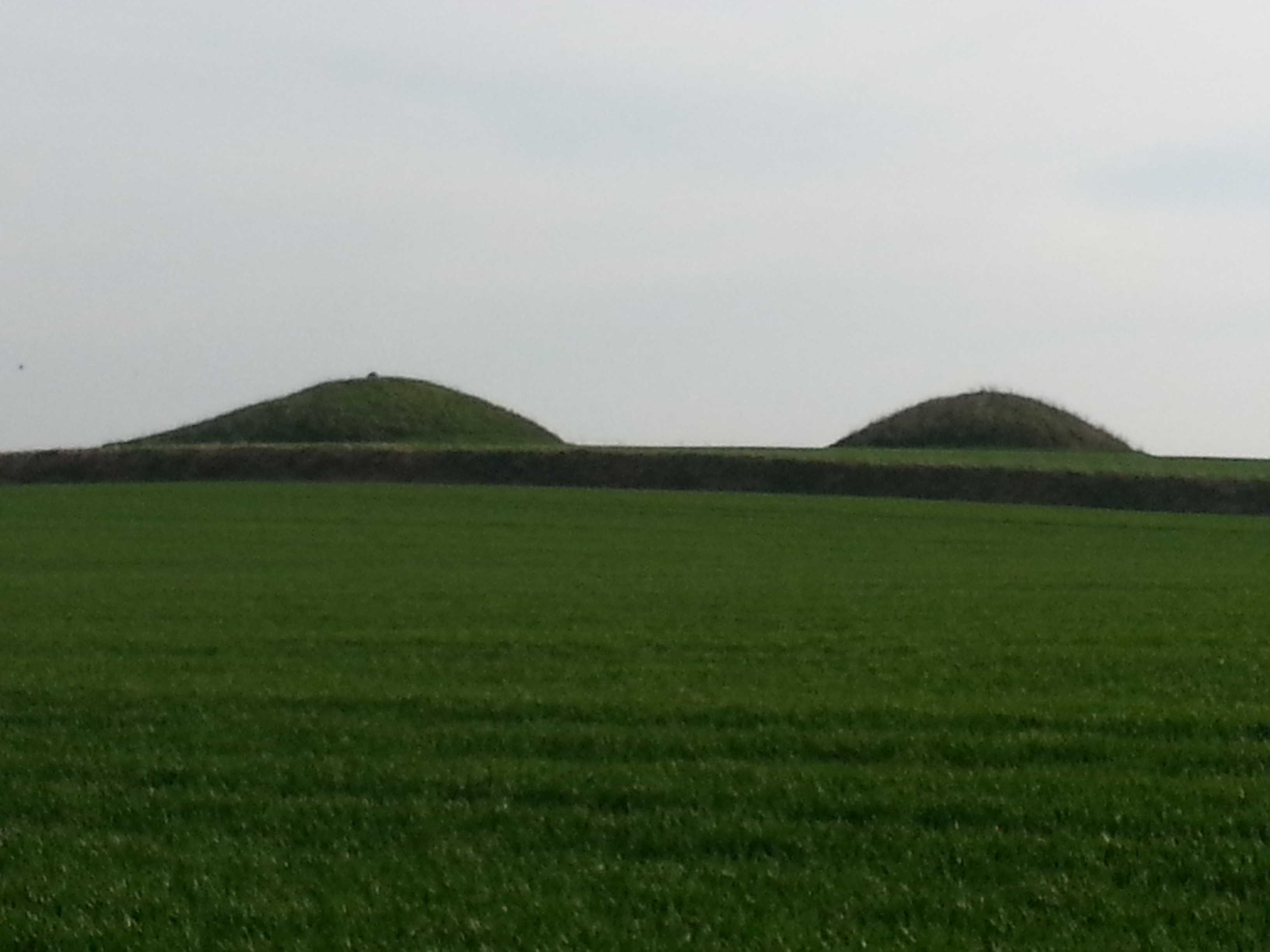
Den vänstra högen är S:t Hans hög. Lukas hög till höger.

S:t Hans hög är en gravhög och fornlämning som är belägen söder om Villie i Lilla Slågarps socken i Trelleborgs kommun i sydvästra Skåne. Den är daterad till brons- eller järnåldern.
S:t Hans hög var ursprungligen 23 meter i diameter, på grund av plöjningsskador är den nu 19 meter i diameter. Högens höjd är 4,2 meter. Högen har välvd topp och har flacka slänter, något brantare mot söder. På toppen finns det en rest sten som är 0,7 meter hög, 0,5 meter bred och 0,5 meter tjock. I stenen finns det ett flertal sprickor. 

## S:t Lukas hög och Tors hög
Ytterligare två gravhögar ligger strax sydöst om S:t Hans hög. Tillsammans benämns dessa högar Josephs högar. Lukas hög ligger 40 meter sydöst om S:t Hans hög. Den är 15 meter i diameter och drygt 3 meter hög. Högen har en välvd topp och tämligen flacka slänter. Den har plöjningsskador och har ursprungligen mätt åtminstone 18 meter i diameter.
Den största av de tre gravhögarna är Tors hög som ligger 150 meter sydöst om S:t Hans hög. Den är 23 meter i diameter och 5 meter hög. Den har välvd topp och tämligen flacka slänter. Kraftiga plöjningsskador runt om så att brant kant uppstått, ursprunglig diamter cirka 27 meter.